# کلیسای ناجی در خون
کلیسای ناجی در خون (به روسی: Спас на Крови)، یک کلیسای ارتدوکس روسی واقع در سن پترزبورگ، روسیه می‌باشد و عملیات ساخت و ساز آن در ۱۹۰۷ به پایان رسید که این بنا به سبک ملی‌گرایی رمانتیک و معماری احیاگری روسی طراحی شده‌است.

## نگارخانه

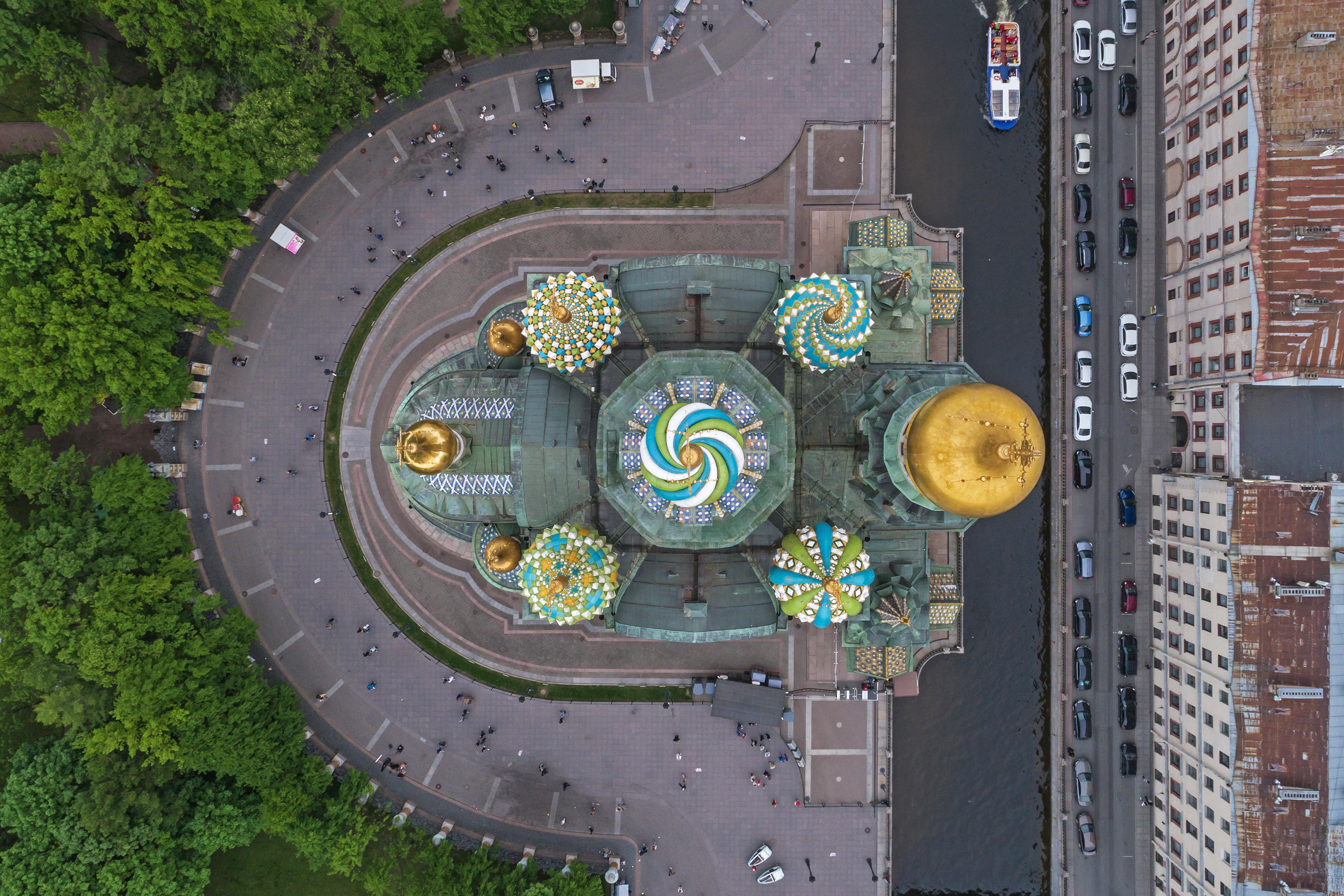
نگاره‌ای هوایی از کلیسای ناجی در خون و کانال گریبایدوف
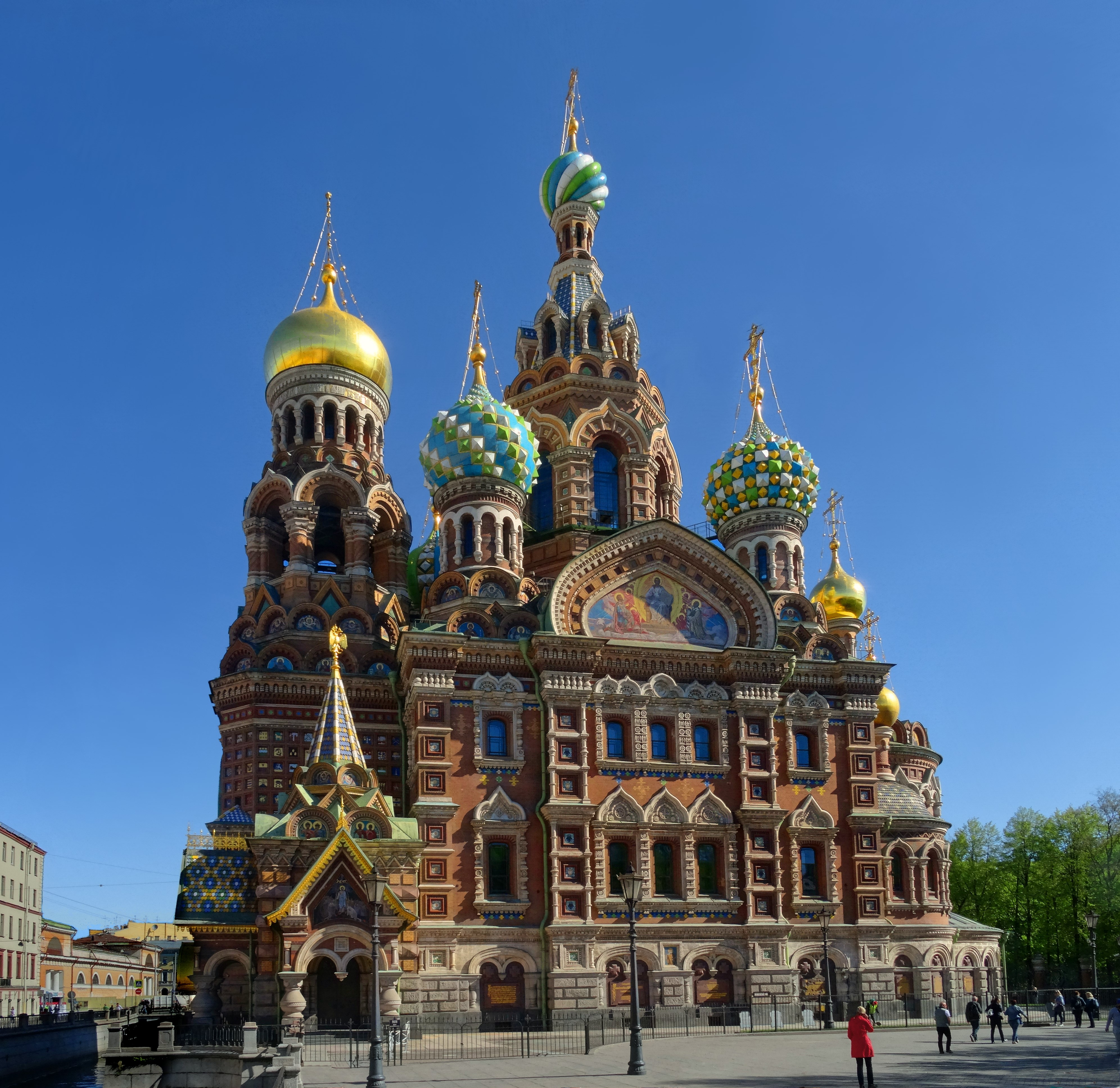
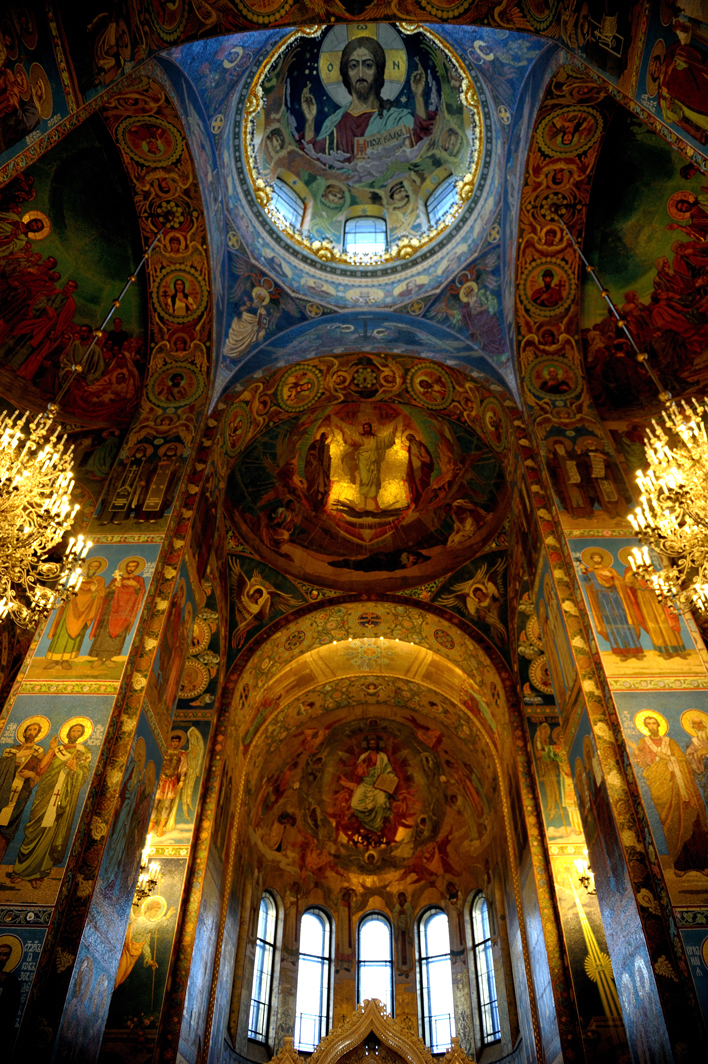